# توپولف ای‌ان‌تی-۸
توپولف ای‌ان‌تی-۸ (به انگلیسی: Tupolev ANT-8) یک هواگرد ساختِ کارخانهٔ توپولف در کشور اتحاد جماهیر سوسیالیستی شوروی است. این هواگرد برای نخستین بار در ۳۰ ژانویه ۱۹۳۱ میلادی مورد استفاده قرار گرفت.